# Nude Nuns with Big Guns
Pour plus de détails, voir Fiche technique et Distribution.
Nude Nuns with Big Guns est un thriller américain de nonnesploitation, sorti le 24 septembre 2010 dans le cadre de l'Arizona Underground Film Festival.
En France, il est distribué en vidéo en 2011.

## Synopsis
Une nonne, sœur Sarah, est témoin de la tuerie occasionnée par une transaction de drogue avortée entre un prêtre et un gang de bikers. Emmenée dans un lupanar, elle y est droguée et violée. Sur le point de succomber à une overdose, la religieuse reçoit un commandement divin : elle doit se venger des pécheurs et purifier son église. Lourdement armée, elle prend en chasse ses bourreaux pour les décimer, sauvant son amante Sœur Angelina.
En réponse à sa croisade, l'Église engage le gang de bikers Los Muertos pour la traquer et la tuer.

## Fiche technique
- Titre : Nude Nuns with Big Guns
- Réalisation : Joseph Guzman
- Scénario : Joseph Guzman et Robert James Hayes II
- Direction artistique : Joseph Guzman et Mario Maala
- Costumes : Laura Brody
- Photographie : Edwin M. Figueroa
- Son : Kilyoung Baek et Jason Serrone
- Montage : Joseph Guzman et Robert James Hayes II
- Musique : Dan Gross et Chris Mosqueda
- Production : Joseph Guzman, Robert James Hayes II, Maysam Mortazavi, Jamie R. Thompson
- Société de production : Freak Show Entertainment
- Budget : 85 000 $[2]
- Pays d'origine : États-Unis
- Format : Couleurs - 35 mm - 1,85:1 - Dolby Digital
- Genre : nonnesploitation, action, thriller
- Durée : 90 minutes
- Dates de sortie :
  - États-Unis : 24 septembre 2010 (Arizona Underground Film Festival)
  - France : 19 juillet 2011 (DVD)

## Lieu de tournage
Le film a été tourné à Highland, en Californie.

## Procès
Deux sociétés différentes revendiquent le copyright du film, Camelot Distribution Group (Californie) et Incentive Capital (Utah), la première ayant vu ses biens saisis par sa créancière, la seconde, après un défaut de payement.
Chacune a engagé de son côté des poursuites contre des utilisateurs BitTorrent pour téléchargement illégal.